# Eucereon lutescens
Eucereon lutescens là một loài bướm đêm thuộc phân họ Arctiinae, họ Erebidae.